# Rosa Salazar
Rosa Bianca Salazar (Washington, 16 luglio 1985) è un'attrice statunitense, conosciuta principalmente per essere apparsa in Alita - Angelo della battaglia, The Divergent Series: Insurgent e Maze Runner - La fuga.

## Biografia
Di origini peruviane, è cresciuta a Greenbelt, nel Maryland. È entrata nel mondo dello spettacolo a 15 anni. Dopo essersi trasferita prima a New York e dopo a Los Angeles, per dedicarsi alla recitazione, nel 2011 è apparsa per la prima volta in televisione nelle serie Law & Order: LA e American Horror Story, successivamente ha ottenuto il ruolo di Zoe DeHaven in Parenthood dal 2011 al 2012.
Per quanto riguarda il cinema, ha preso parte al film Jamesy Boy nel 2014. L'anno successivo ha interpretato il ruolo di Lynn in The Divergent Series: Insurgent, sequel di Divergent con protagonista Shailene Woodley. Sempre nel 2015 ha interpretato il personaggio di Brenda in un altro sci-fi, Maze Runner - La fuga, secondo capitolo della saga di James Dashner con protagonista Dylan O'Brien.
Dopo essere apparsa come guest star in varie serie televisive e webserie, nel 2016 ha interpretato un ruolo ricorrente nella seconda stagione della serie Man Seeking Woman.
Ricopre la parte della protagonista cyborg nel film di Robert Rodríguez Alita - Angelo della battaglia, uscito nel 2019. Nello stesso anno è Alma Winograd-Diaz, protagonista di Undone, serie animata con tecnologia rotoscope.
Nel doppiaggio si segnala l'aver prestato la voce alla villain Copperhead nel videogioco Batman: Arkham Origins.

## Filmografia

### Attrice

#### Cinema
- Looper: Baldness Anxiety, regia di Stoney Sharp – cortometraggio (2012)
- Fortunate Son, regia di John Lopez – cortometraggio (2012)
- Plan B, regia di John Lopez – cortometraggio (2013)
- Jamesy Boy, regia di Trevor White (2014)
- May the Best Man Win, regia di Andrew O'Connor (2014)
- Search Party, regia di Scot Armstrong (2014)
- Wrestling Isn't Wrestling, regia di Max Landis – cortometraggio (2015)
- The Divergent Series: Insurgent, regia di Robert Schwentke (2015)
- Night Owls, regia di Charles Hood (2015)
- Maze Runner - La fuga (Maze Runner: The Scorch Trials), regia di Wes Ball (2015)
- Submerged, regia di Steven C. Miller (2016)
- CHiPs, regia di Dax Shepard (2017)
- Maze Runner - La rivelazione (Maze Runner: The Death Cure), regia di Wes Ball (2018)
- Bird Box, regia di Susanne Bier (2018)
- Lontano da qui (The Kindergarten Teacher), regia di Sara Colangelo (2018)
- Alita - Angelo della battaglia (Alita: Battle Angel), regia di Robert Rodriguez (2019)
- Pink Skies Ahead, regia di Kelly Oxford (2020)
- No Future, regia di Andrew Irvine e Mark Smoot (2021)
- Chariot, regia di Adam Sigal (2022)
- A Million Miles Away, regia di Alejandra Marquez Abella (2023)

#### Televisione
- Old Friends – webserie, webisodio 2x04 (2010)
- Law & Order: LA – serie TV, episodio 1x09 (2011)
- American Horror Story – serie TV, 4 episodi (2011)
- Little Brother, regia di Shawn Levy – film TV (2012)
- Parenthood – serie TV, 13 episodi (2011-2012)
- Stevie TV – serie TV (2012)
- CollegeHumor Originals – webserie, 13 webisodi (2010-2012)
- Car-Jumper – webserie, webisodio 1x01 (2012)
- Ben and Kate – serie TV, episodio 1x04 (2012)
- Sketchy – webserie, webisodio 2x23 (2013)
- Boomerang, regia di Craig Brewer – film TV (2013)
- Body of Proof – serie TV, episodio 3x05 (2013)
- Nuclear Family – webserie (2013)
- Hello Ladies – serie TV, episodio 1x05 (2013)
- The Pro, regia di Todd Holland – film TV (2014)
- Tim and Eric's Bedtime Stories – serie TV, episodio 2x08 (2015)
- Man Seeking Woman – serie TV, 6 episodi (2016)
- Comedy Bang! Bang! – serie TV, episodio 5x12 (2016)
- Al nuovo gusto di ciliegia (Brand New Cherry Flavor) – serie TV, 8 episodi (2021)
- B Positive – serie TV, 4 episodi (2021)
- Wedding Season – serie TV (2022-in corso)

### Doppiatrice
- Epic - Il mondo segreto (Epic), regia di Chris Wedge (2013)
- Batman: Arkham Origins – videogioco (2013)
- Undone – serie animata (2019-in corso)[7]
- Big Mouth – serie animata, 6 episodi (2017-2021)
- Win or Lose – serie animata (2025)

## Riconoscimenti
- 2014 – Behind the Voice Actors Awards[8]
  - Candidatura al Miglior cast vocale in un videogioco per Batman: Arkham Origins

## Doppiatrici italiane
Nelle versioni in italiano delle opere in cui ha recitato, Rosa Salazar è stata doppiata da:
- Joy Saltarelli in Maze Runner - La fuga, Maze Runner - La rivelazione, Alita - Angelo della battaglia, Wedding Season
- Erica Necci in CHiPs, A Million Miles Away
- Gaia Bolognesi in Al nuovo gusto di ciliegia
- Eleonora Reti in Bird Box
- Gea Riva in Lontano da qui

Da doppiatrice è sostituita da:
- Donatella Fanfani in Batman: Arkham Origins
- Joy Saltarelli in Undone
- Laura Cosenza in Big Mouth